# Tutti Frutti (sång)
Tutti Frutti är en låt samskriven och ursprungligen lanserad av Little Richard 1955. Låten blev hans första hitsingel och spelades in av många andra rock'n'roll-pionjärer. Den hade ursprungligen en mer ekivok text som producenten Robert Blackwell omarbetade till en mer oskyldig tillsammans med Dorothy LaBostrie. Låten är känd för sitt intro där Little Richard imiterar ett trumintro ("A-wop-bop-a-loo-mop-a-wop-bam-boom!").
Elvis Presley spelade in låten till sitt självbetitlade debutalbum 1956. Pat Boone som nyligen fått framgång med en cover av Fats Dominos "Ain't That a Shame" spelade också in den och fick en hitsingel till. MC5 spelade in den till sitt album Back in the USA 1970.
Låten blev listad som #43 i magasinet Rolling Stones lista The 500 Greatest Songs of All Time. Little Richards version valdes av Library of Congress in i amerikanska National Recording Registry 2010.

## Listplaceringar

### Little Richard
- Billboard Hot 100, USA: #17[1]
- Billboard R&B Singles, USA: #2
- UK Singles Chart, Storbritannien: #27[2]